# 浔阳县
浔阳县，中国古县名。
唐朝武德四年（621年）改湓城县置，治所在今江西省九江市。以在浔水之阳得名。为江州治，天宝、至德间为浔阳郡治。五代南唐改名德化县。 